# Земяри
Земяри (пол. Ziemiary) — село в Польщі, у гміні Болімув Скерневицького повіту Лодзинського воєводства.
Населення — 112 осіб (2011).
У 1975-1998 роках село належало до Скерневицького воєводства.

## Демографія
Демографічна структура станом на 31 березня 2011 року:
|          | Загалом | Допрацездатний вік | Працездатний вік | Постпрацездатний вік |
| -------- | ------- | ------------------ | ---------------- | -------------------- |
| Чоловіки | 54      | 11                 | 36               | 7                    |
| Жінки    | 58      | 11                 | 32               | 15                   |
| Разом    | 112     | 22                 | 68               | 22                   |